# Las Toscas
Las Toscas is een plaats in het Argentijnse bestuurlijke gebied General Obligado in de provincie Santa Fe. De plaats telt 11.811 inwoners.